# Llano Estacado
Pour les articles homonymes, voir Llano.
La Llano Estacado (de l'espagnol llano signifiant plaine et estacado signifiant pieu) est une région naturelle du sud-ouest des États-Unis qui s'étend à l'est du Nouveau-Mexique et au nord-ouest du Texas ; elle comprend la région des South Plains et une partie du Texas Panhandle. Considérée comme l'une des plus grandes mesas d'Amérique du Nord, elle se trouve à une altitude comprise entre 900 mètres d'altitude dans le sud-est et 1530 mètres d'altitude dans le nord-ouest. 

## Géographie

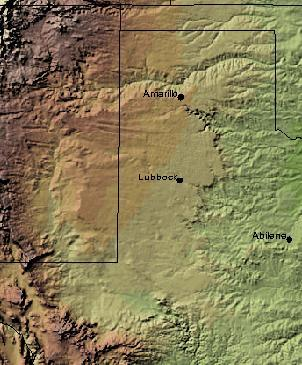
image en relief montrant la Llano Estacacado, les escarpements marquant son rebord sont clairement visibles

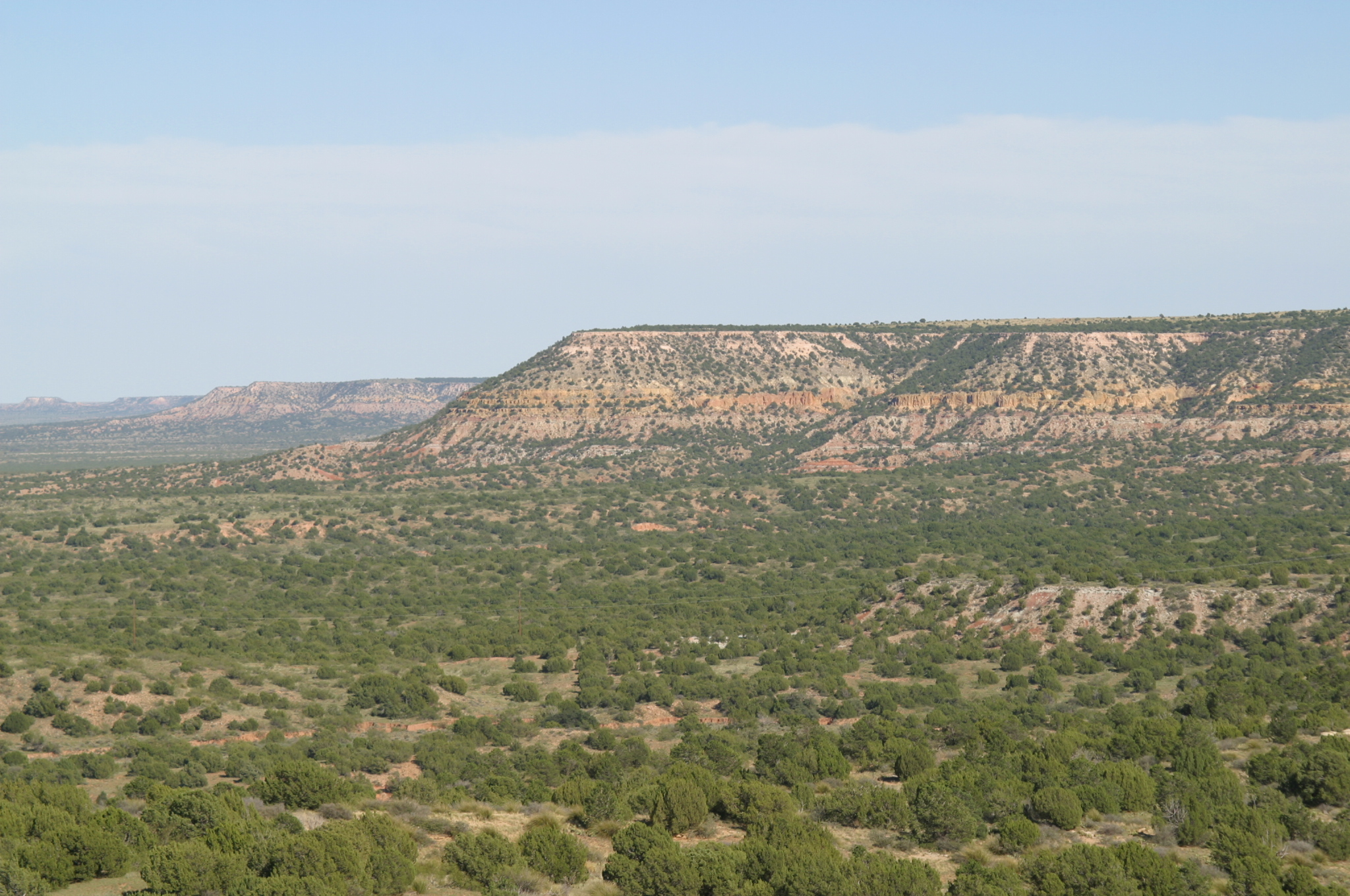
Le nord de la Llano Estacado au Texas que délimite un escarpement

La Llano Estacado se trouve à l'extrémité sud-ouest des Hautes Plaines, une région des Grandes Plaines d'Amérique du Nord. Elle fait partie du Great American Desert, c'est-à-dire une vaste zone peu peuplée et où l'eau est relativement rare. Elle est bordée au nord par la Canadian River qui sépare la Llano Estacado du reste des Hautes Plaines. À l'est, l'Escarpement du Caprock se trouve entre la Llano et les plaines du Permien ; il n'existe pas de limite naturelle au sud et la Llano se confond avec le plateau d'Edwards près de Big Spring. La région est assez vaste car elle s'étend sur 33 comtés du Texas et quatre comtés du Nouveau Mexique. 
La Llano Estacado compte de nombreux lacs et cours d'eau temporaires : certaines rivières dont le lit est à sec peuvent se remplir brusquement lorsqu'il y a un orage. Son climat est semi-aride (BSK selon la classification de Köppen). Les étés sont longs et secs, les hivers sont froids. L'agriculture est quasiment impossible sans irrigation. C'est le cas de la culture du coton. Il s'agit également d'une région d'élevage et de ranchs. Mais le surpâturage entraine des problèmes importants d'érosion des sols.

## Histoire
C'est le conquistador espagnol Francisco Coronado qui fut le premier Européen à pénétrer dans la région. C'est lui qui baptisa la région. Signifiant "plaine jalonnée", la région fut ainsi nommée car les Espagnols avaient planté des piquets sur les chemins reliant les points d'eau. Au XIXe siècle, le général Randolph Marcy la parcourut à son tour.

## Photos

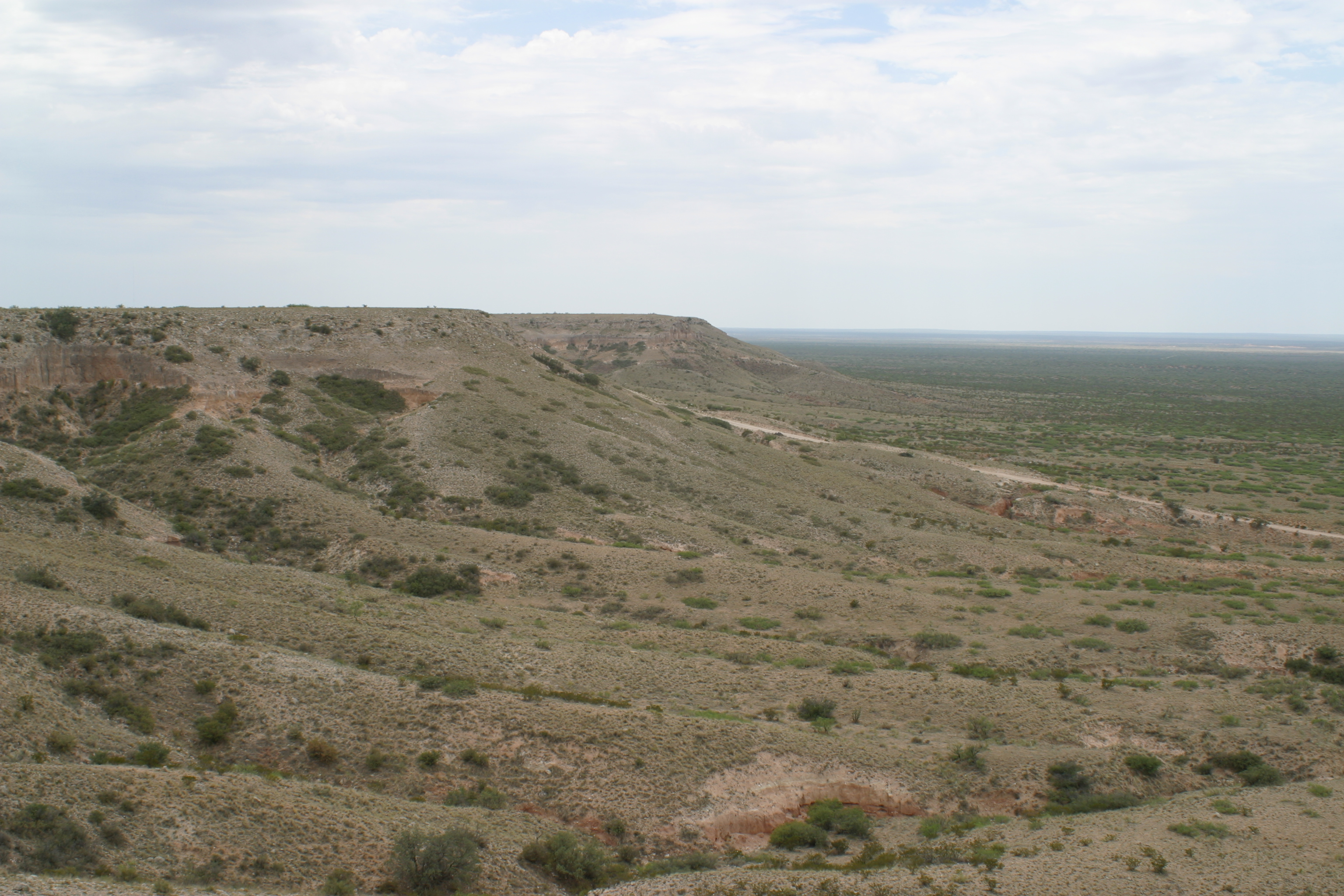
Escarpement Mescalero délimitant la bordure ouest de la Llano Estacado
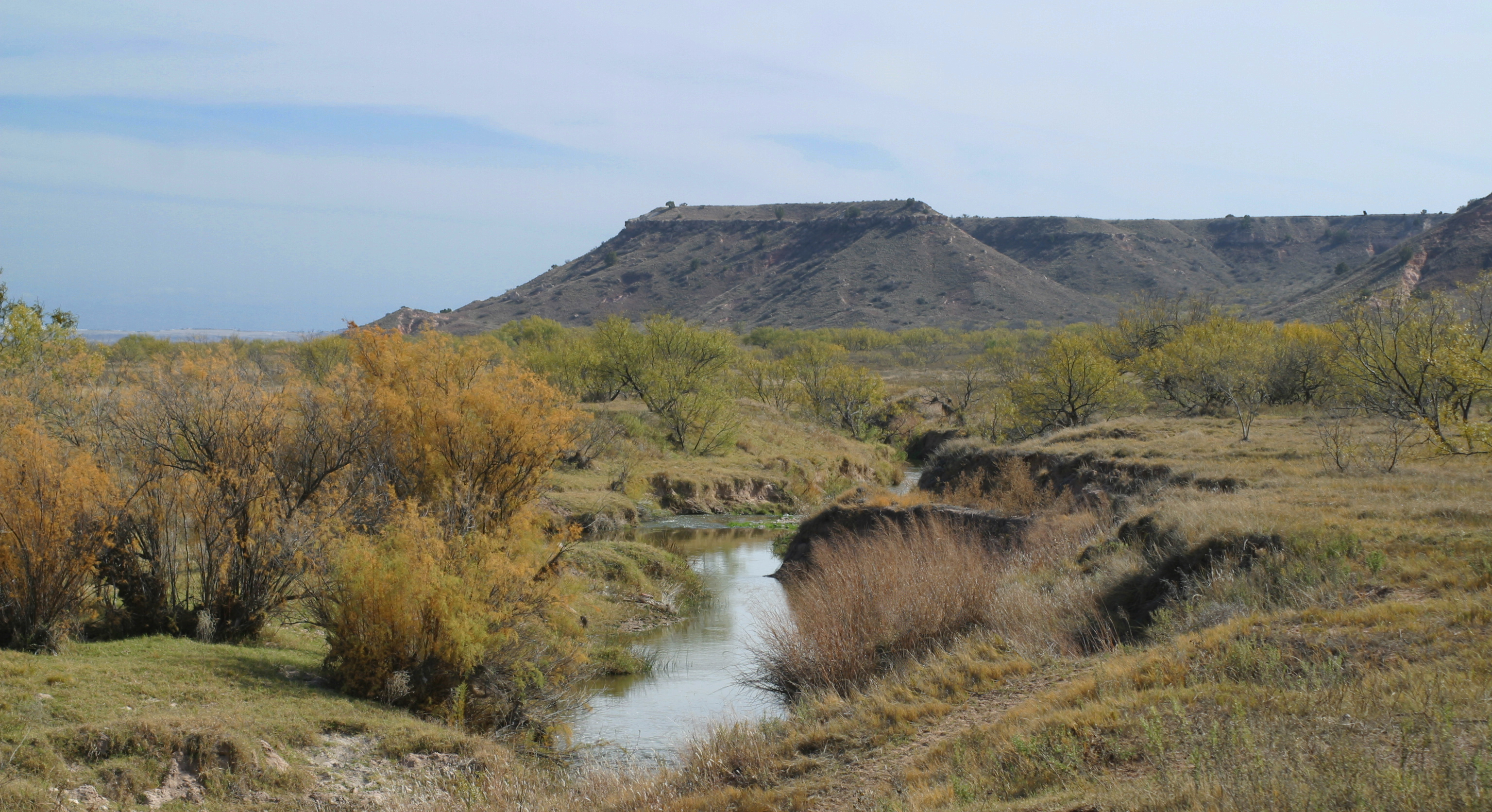
La rivière Brazos à l'est de la Llano Estacado.
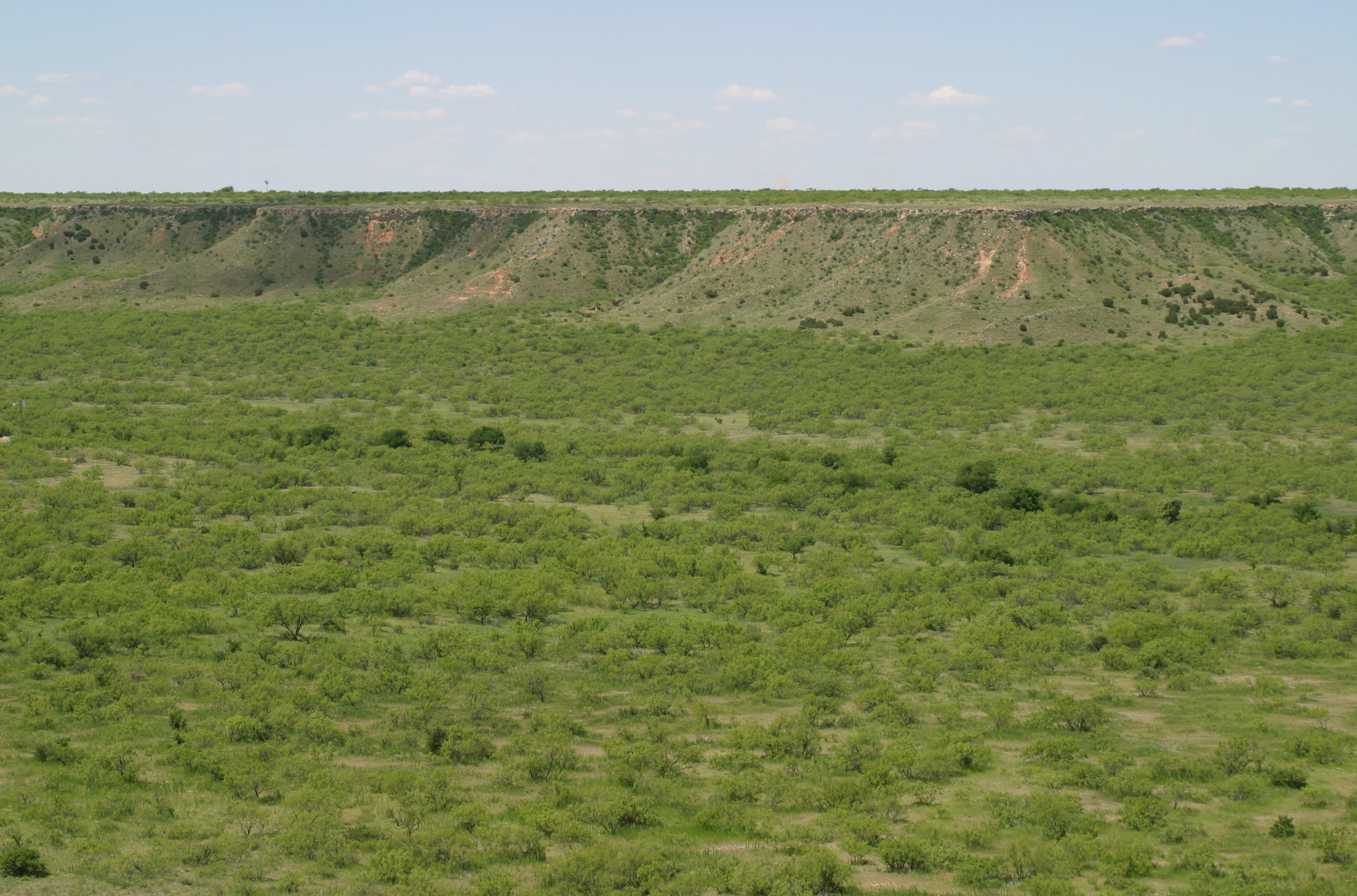
Escarpement délimitant la bordure est de la Llano Estacado près de la bouche du Blanco Canyon